# Gage de l'Arbre
Le Gage de l'Arbre  est le serment d'allégeance s'est produit dans Al-Ḥudaybiya où les musulmans ont prêté un serment d'allégeance au prophète Mahomet à combattre les infidèles parce qu'ils croyaient le meurtre d'Othmân ibn Affân par les Qoraychites.

## Détails de l'incident
Au mois de Dhou al qi`da de la sixième année après l'hégire, Mahomet sort de Médine en direction de La Mecque avec l'intention d'effectuer une oumra sans intentions belliqueuses. Il est accompagné de 700 hommes et d'un troupeau de bétail 70 têtes en vue de sacrifice.
Lorsqu'il arrive à Usfan, il rencontre un certain Bichr Ibn Sufyan qui l'informe que les Quraychites, Khalid ibn al-Walid à leur tête, sont déterminés à le combattre et qu'ils ne le laisseront pas entrer dans La Mecque pour faire le pèlerinage. Il le met également au courant de la composition des forces quraychites et de leurs positions. Mahomet voulant à tout prix éviter le combat, il part dans les montagnes jusqu'à le lieu dit Al-Ḥudaybiya. Il demande à ses hommes d'y camper malgré l'absence de points d'eau. La tradition rapporte que Mahomet pique la terre avec une flèche et qu'une source en jailli.
Quraych dépêchait des émissaires auprès de Mahomet pour lui faire part de leur refus catégorique pour qu'il rentre à La Mecque pour effectuer son pèlerinage. Le prophète leur a envoyé Othmân ibn Affân afin de leur faire comprendre que les musulmans n'ont pas des intentions guerrières, et que le prophète respecte les mois sacrés.
Mais Othmân ibn Affân s'est absenté pour longtemps, ce qui a poussé Mahomet et ses partisans à croire que les Quraychites l'avaient tué, ce qui a poussé Mahomet à inviter ses partisans à lui prêter un serment d’allégeance afin de combattre les infidèles et venger la mort d'Othmân, mais Quraych a pu éviter la guerre en envoyant des négociants qui réclamaient la paix en compagnie d'Othmân.
Avec le "serment sous l'arbre" à al-Hudaybiyya, Mahomet devient un authentique souverain régnant dans l'ouest de l'Arabie.